# Lihulești
Lihulești – wieś w Rumunii, w okręgu Gorj, w gminie Berlești. W 2011 roku liczyła 744 mieszkańców.